# Suc de la Lauzière
Pour les articles homonymes, voir Lauzière.
Le suc de la Lauzière est un sommet situé sur le plateau ardéchois, dans le Massif central en France. Le suc de la Lauzière a une altitude de 1 582 mètres.

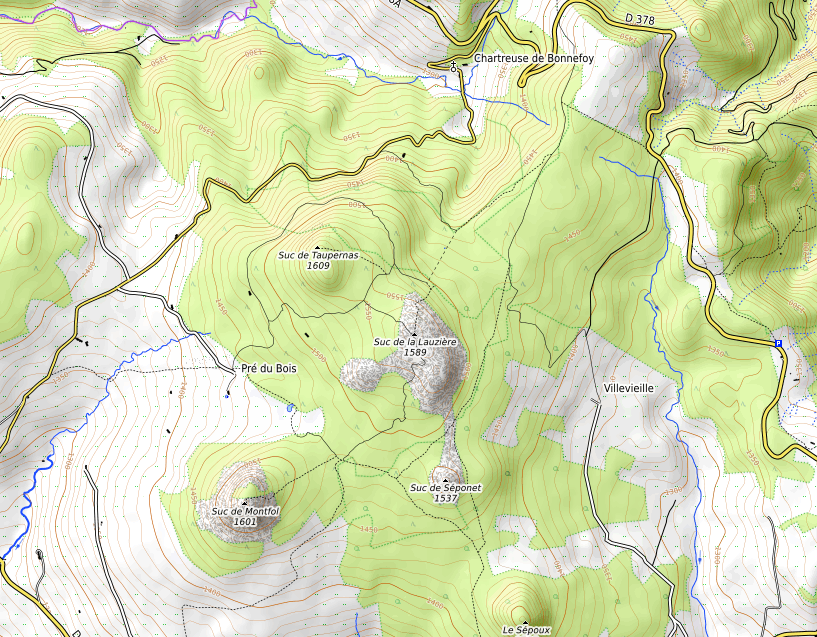
Carte topographique.